# Stora branden i London
Stora branden i London (engelska: Great Fire of London) kallas en stadsbrand som förstörde i stort sett hela London 2–6 september 1666. Före branden 1666 var stadsbranden 1212 känd som "den stora branden", men storleken på 1666 års brand var så enorm att den fick överta epitetet. Den stora brand som uppstod 28 december 1940 på grund av Luftwaffes bombräder kallas ofta "den andra stora branden".
Branden 1666 är en av de största katastrofer som drabbat London under dess historia. Den förstörde 13 200 hus, 87 kyrkor, 6 kapell, 44 företagsbyggnader, Royal Exchange, Custom House, Old St. Paul's Cathedral föregångaren till den nuvarande Sankt Paulskatedralen, Guildhall, Bridewell Palace samt andra fängelser, Session House, fyra broar över Themsen och Fleet samt tre stadsportar. Den gjorde en sjättedel av Londons dåtida befolkning hemlös, cirka 100 000 människor. Antalet döda i branden är okänt och har ansetts vara lågt, men på senare tid finns teorier där tusentals uppskattas har dött i lågorna.

## Händelseförlopp
Branden bröt ut på söndag morgon, 2 september 1666. Den startade i kung Karl II:s bagare Thomas Farrinors hus på Pudding Lane. Troligtvis glömde Farrinor att släcka sin ugn innan han gick och lade sig för natten. Kort efter midnatt antände glödande kolstycken närliggande ved. Grannen Samuel Pepys vaknade av elden runt kl 1. Farrinor och hans familj lyckades ta sig ut ur den brinnande byggnaden genom att klättra ut genom ett fönster på övervåningen. Bagarens piga lyckades inte ta sig ut och blev brandens första offer. Samuel Pepys beskriver branden i boken "Diary".
Inom en timme efter att branden startade väcktes Londons Lord Mayor sir Thomas Bloodworth av nyheten. Han var föga intresserad och tyckte att "en kvinna kan pissa på elden så att den släcks".
De flesta byggnaderna i London var vid tiden konstruerade av mycket lättantändliga material som trä och halm, vilket gjorde att gnistor från bagarens hus antände ett angränsande hus. Den starka vinden hjälpte elden att sprida sig snabbt. Att byggnaderna låg mycket tätt ihop, endast med små gränder emellan, hjälpte även till.
Brandens spridande kunde förmodligen ha stoppats om inte borgmästaren hade vägrat ge order om rivning av vissa hus utan ägarnas samtycke. Hinkar och pumpar var värdelösa i de trånga gränderna.

## Förödelse

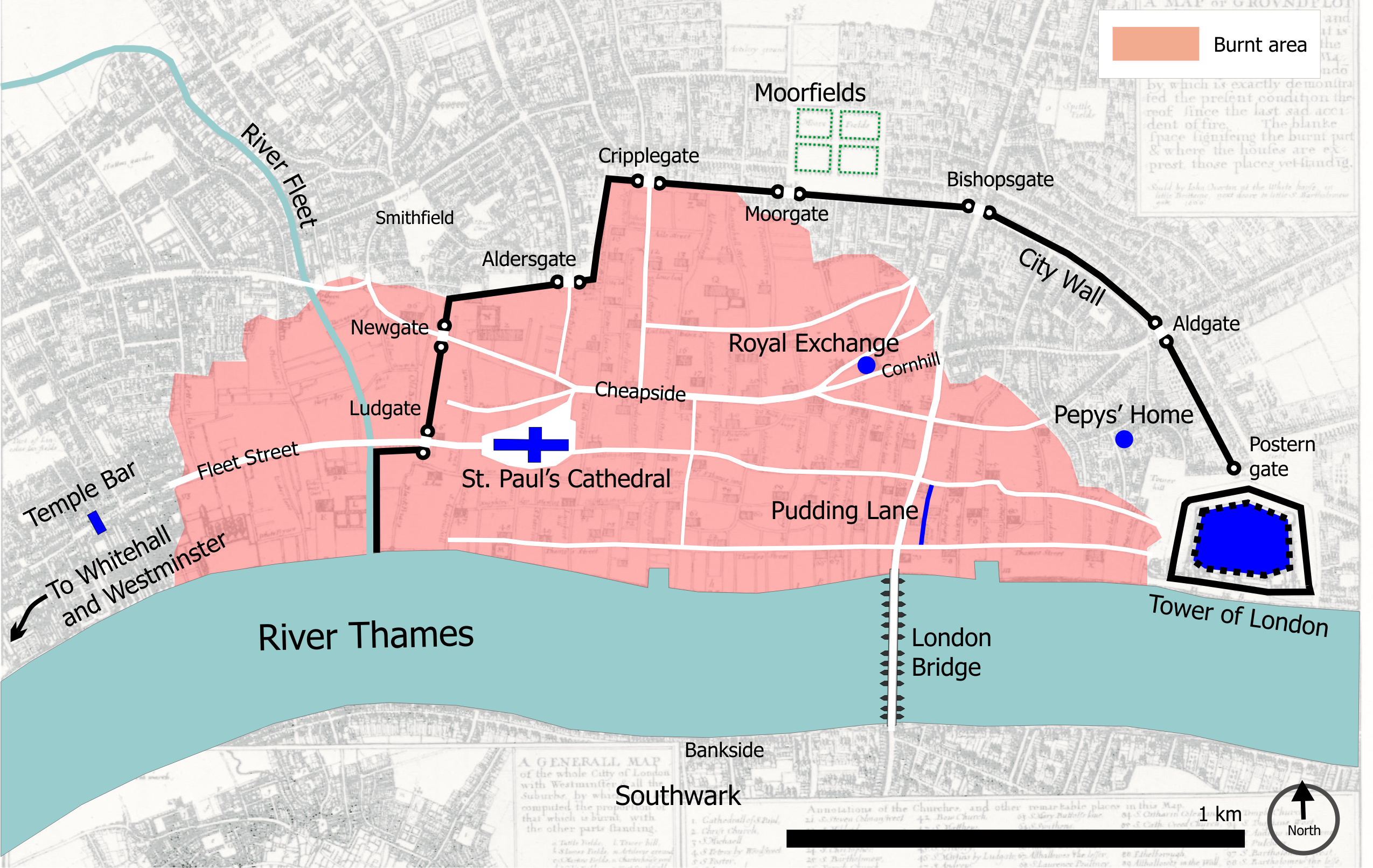
Karta över centrala London från år 1666 med brandområdet i rött

Branden förstörde 13 200 hus och 87 kyrkor, bland annat Old St. Paul's Cathedral, föregångaren till den nuvarande St Pauls-katedralen. Endast 9-16 personer rapporterades ha dött i lågorna, men författaren Neil Hanson (The Dreadful Judgement) anser att den riktiga dödssiffran kan ha uppgått till hundratals eller tusentals. Han menar att de flesta dödsoffren var fattiga människor vars kroppar kremerades av den intensiva hettan från elden, vilket gjorde att de aldrig hittades.
Den destruktiva kraften från den stora och kraftiga branden har inte överträffats i världen av någon annan olycksfallsbrand. Inom stadsmurarna förintade den nästan fem sjättedelar av hela staden. Knappt en enda byggnad som fanns inom räckhåll för lågorna klarade sig. Offentliga byggnader, kyrkor och bostadshus gick alla samma öde till mötes.
Förlusten av egendom på grund av branden uppskattas ha varit minst 10 miljoner pund i dåtida penningvärde.
Före branden, under år 1665, härjade pesten i London och omkring 100 000 personer dog. Pesten upphörde i samband med branden, och ledde därför till spekulationer att branden hade utrotat pesten, genom att elda upp råttor och löss och icke-sanitära bostadsområden. Detta har senare vederlagts och bland annat motiverats med att pestens verkningar redan hade avtagit, de värst drabbade områdena med pest drabbades inte av branden, pesten upphörde inte direkt efter utan fortsatte att klinga av.

## Efterdyningar och återuppbyggnad
De hade uppkommit flera profetior om en katastrof som skulle drabba London under 1666 på grund av att vilddjurets tal finns i årtalet och med romerska siffror skrivs det med alla tecknen i fallande följd, MDCLXVI. Det föreföll för många att branden var tredje "domedagsryttaren", efter de två första - inbördeskriget och pesten.
Efter branden började ett rykte cirkulera om att branden ingick i en katolsk konspiration. En fransk urmakare vid namn Robert "Lucky" Hubert erkände att var agent åt påven och att han startat branden i Westminster. Han ändrade senare sin bekännelse och hävdade istället att han anlagt branden i bageriet på Pudding Lane. Han dömdes för brottet även om det fanns övervägande bevis för att han inte hade kunnat starta elden, och hängdes vid Tyburn 28 september.
Christopher Wren ledde arbetet med återuppbyggandet av staden. Hans första planer gick ut på att återuppbygga staden med tegelsten och sten i ett rutnät av kontinentala torg och alléer. Eftersom flera byggnaders källarplan hade klarat sig uppstod rättsliga tvister över ägandeskapet av land vilket omkullkastade Wrens rutnätsplan. 1667 införde parlamentet extra skatt på kol för att finansiera återuppbyggnaden och staden blev slutligen återuppbyggd till sin forna stadsplan med skillnaden att allt byggdes med tegelsten och sten samt förbättrade sanitära anläggningar och åtkomst. Detta är den stora anledningen till att dagens London är en modern stad med medeltidsdesignade gator och torg. Christopher Wren återuppbyggde även St Paul's Cathedral elva år efter branden.
En dyr läxa i brandsäkerhet lärdes och när Globe Theatre öppnades 1997 var det den första byggnaden i London med halmtak sedan branden 1666.

## Kulturellt genomslag

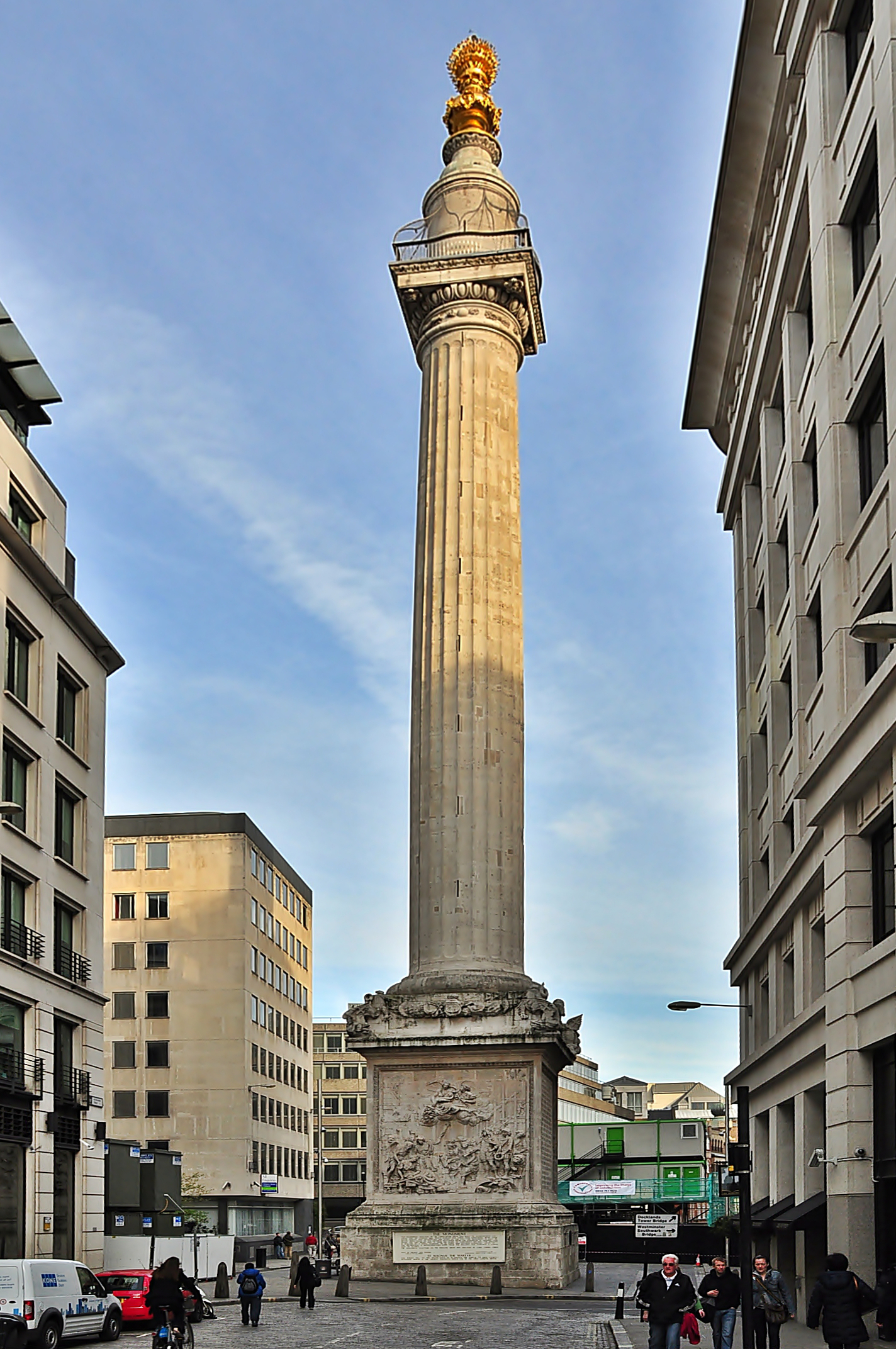
The Monument

The Monument to the Great Fire of London, eller kort The Monument, ritades av Wren and Robert Hooke och finns beläget i närheten av platsen där branden startade, nära London Bridges norra del. Hörnet av Giltspur Street och Cock Lane där branden slutade kallas för Pye Corner och utmärks av den lilla förgyllda statyn Fat Boy (kallas även Golden Boy of Pye Corner).
John Dryden firade minnet av branden i dikten Annus mirabilis (1667). Dryden talade i dikten för att motverka paranoia om orsaken till branden och föreslog att branden inträffade under ett miraklens år än ett katastrofens år. Faktumet att Karl II planerade återuppbyggandet av den strålande staden ovanpå askan och att så få miste livet i lågorna sågs av Dryden som gudomlig gunst istället för förbannelse.